# Zygodon patrum
Zygodon patrum är en bladmossart som beskrevs av Aloysio Sehnem 1978. Zygodon patrum ingår i släktet ärgmossor, och familjen Orthotrichaceae. Inga underarter finns listade i Catalogue of Life.